# Biología DIY

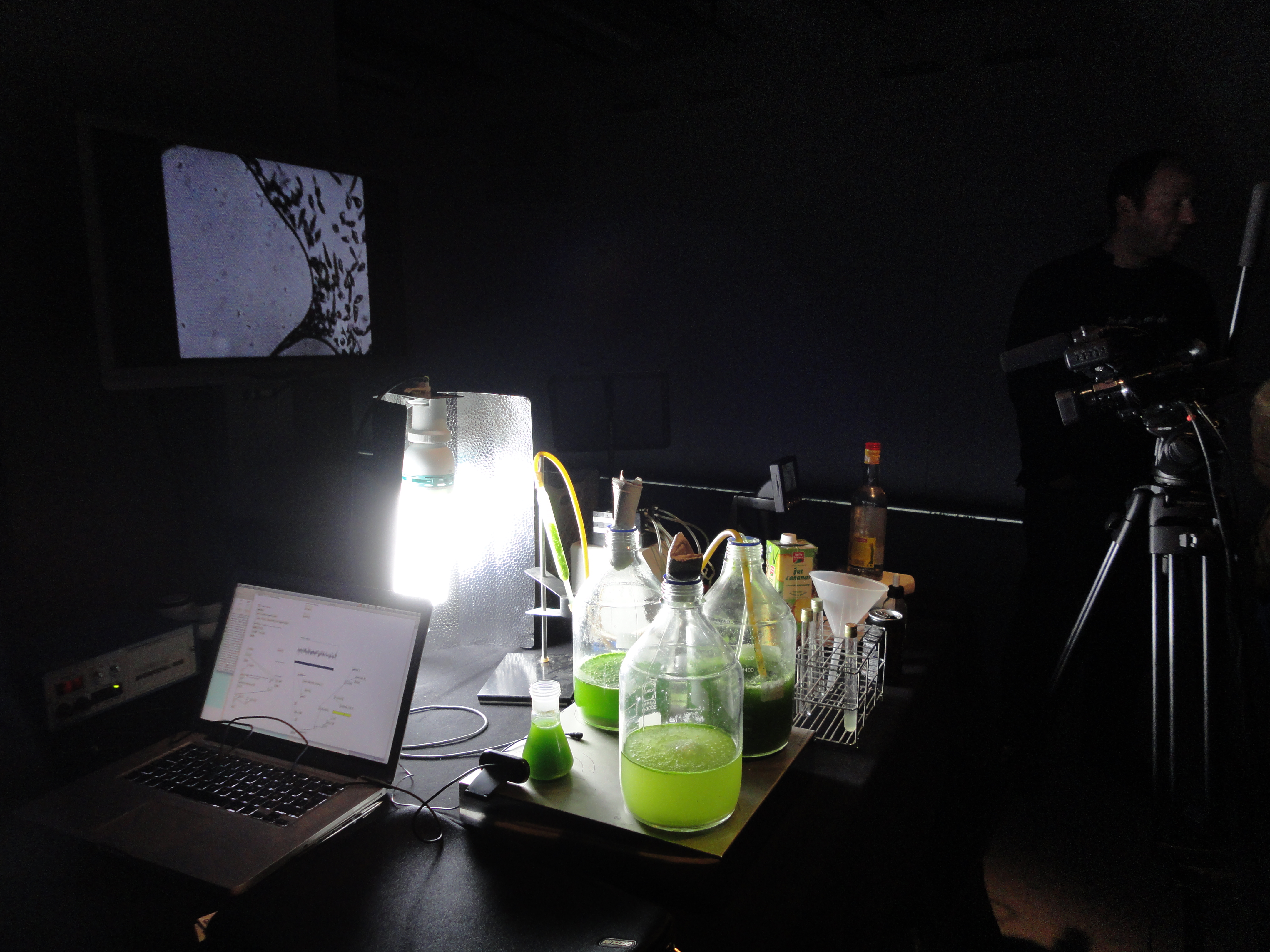
Instalación artística de biología DIY que utiliza protistas del género Euglena, París, 2012

La Biología DIY, Do It Yourself, DIYBio o incluso Biología de garaje (en referencia a los comienzos de la revolución informática) es un movimiento internacional de ciencia ciudadana que trata de crear una versión accesible y distribuida de la biología, a través de soluciones tecnológicas de bajo coste, y mayoritariamente al exterior de los entornos convencionales de la biología (la universidad y las empresas de biotecnología). A diferencia de la biología institucional, muchos de los practicantes de biología DIY no poseen una formación académica en esta ciencia sino que adquieren sus nociones y la practican gracias al apoyo de la comunidad.

## Historia

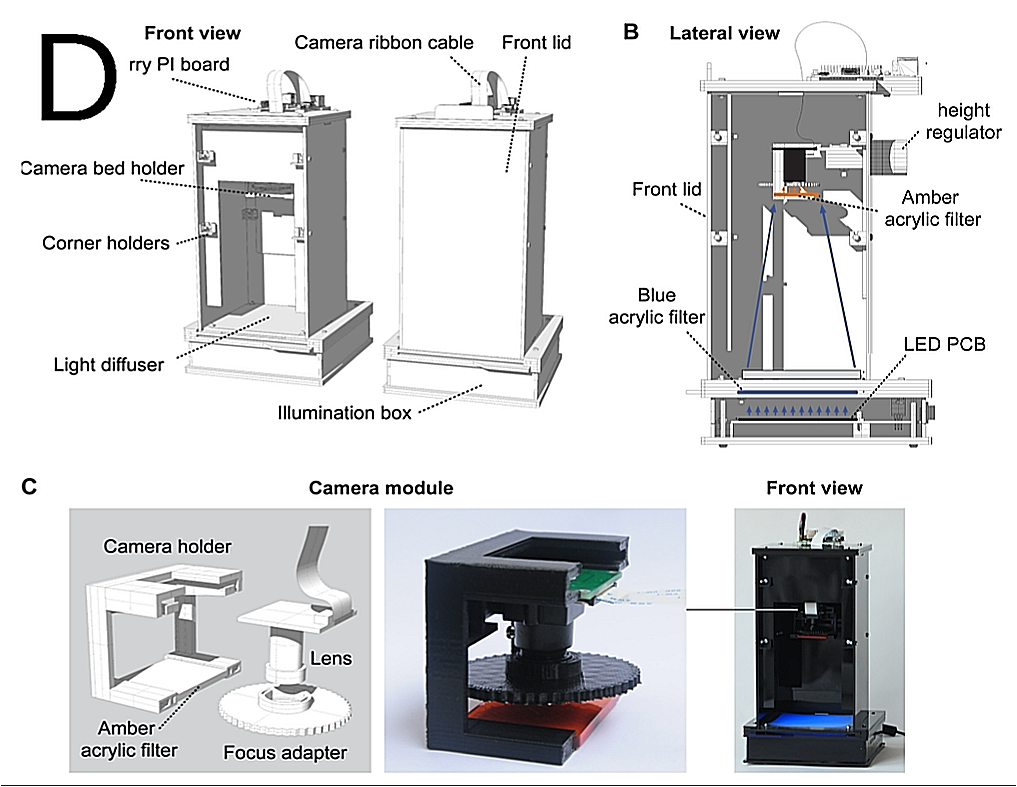
Hardware de código abierto para DIY. Sistema de multifluorescencia de bajo costo.

La aparición del movimiento de biología DIY durante la primera década de los años 2000 ha sido posible gracias a varios factores. Uno de ellos es el desarrollo de una red de hackerspaces, donde a partir de 2005 se empezaron a realizar experimentos demostrativos de técnicas biotecnológicas en Estados Unidos. Ahora bien, no fue hasta el periodo entre 2008 y 2010 en que la biología DIY comenzó a desvincularse de la biotecnología corporativista y de competiciones académicas como iGEM hasta llegar a diversificarse e internacionalizarse. Los laboratorios de biología DIY están presentes en al menos 21 países en el mundo, sin contar con los individuos u otro tipo de organismos que la practican. Los principales laboratorios están concentrados en América del Norte y Europa, aunque también existen en Asia.
También destaca el abaratamiento en los últimos años del material de laboratorio para realizar experiencias de biología así como la posibilidad de creación de alternativas de bajo coste o de recuperar material usado de laboratorios profesionales y académicos. 
 En este sentido, la biología DIY utiliza las posibilidades del movimiento de código abierto (Open Source Initiative), a través de internet, para la transmisión de información sobre métodos y materiales de laboratorio.
Las analogías entre la informática y los sistemas vivos son muy frecuentes en este movimiento, aunque éstas podrían revelarse como limitadas al cabo del tiempo ya que la complejidad de la vida es muy superior a la de la informática.

## Biohacking
Los practicantes de la biología DIY son comúnmente llamados biohackers, lo cual implica una adhesión a la filosofía hacker además de la intención de modificar los sistemas vivos con el objetivo de explorar sus capacidades o incluso de crear nuevas funciones. 
Prácticas comunes en este movimiento son:
- el DNA Barcoding (análisis de marcadores genéticos para identificar una especie),
- la fabricación de material de laboratorio de bajo coste para estudiar la vida,[8]
- el cultivo de microorganismos no patógenos para obtener sus productos.

Cabe destacar que la manipulación genética de seres vivos así como la lectura del ADN humano están sujetas a regulación en la mayoría de países del mundo, y son muy pocos los laboratorios de biología DIY que poseen una licencia del estado para realizar tales operaciones (aunque la lectura de ADN no-humano suele ser legal). 

En la práctica, los objetivos de tales experimentos podrían ser la búsqueda de nuevas aplicaciones tecnológicas de los organismos vivos, la biorremediación, la investigación fundamental en biología e incluso la divulgación de técnicas de biotecnología.
Por último, el bioarte también incorpora técnicas que pueden ser calificadas como biología DIY.
En 2011, las redes de laboratorios de biología DIY de Europa y Estados Unidos crearon sendos documentos para intentar establecer un código ético que regule sus actividades, según los cuales los investigadores se comprometen a seguir las reglas de seguridad de laboratorio así como a respetar todos los sistemas biológicos y a reconocer la responsabilidad de sus acciones. Asimismo, la biología DIY debería ser utilizada únicamente con fines pacíficos.
Los movimientos grinder (modificación corporal destinada a aumentar las capacidades sensoriales del ser humano) y transhumanista también se han apropiado del término biohacker, que entienden como la experimentación biológica sobre uno mismo por medio de diferentes implantes electrónicos y de nuevos modos de alimentación. Sin embargo, la mayoría de laboratorios de biología DIY tiende a desvincularse de estas corrientes ideológicas a causa de los riesgos sobre la salud humana que éstas podrían conllevar.

## Críticas y controversias
El movimiento de biología DIY, al igual que la biología sintética, ha sido el objeto de numerosos artículos de prensa en los que se utilizan argumentos como el síndrome de Frankenstein para crear un estado de alarma alrededor de él, asociándolo al bioterrorismo. En realidad los principales laboratorios de biología DIY son vigilados por las agencias del estado de diferentes países para asegurarse que sus actividades no presentan ningún peligro, y a veces llegan a colaborar con ellas. Por ejemplo, en 2012 el FBI organizó una conferencia sobre Biología DIY y Seguridad en California, Estados Unidos, a la cual asistieron representantes de los principales laboratorios estadounidenses. Sin embargo, los riesgos que presenta este tipo de ciencia son relativamente bajos.
En junio de 2013 el laboratorio estadounidense BioCurious propuso un proyecto en la plataforma de financiamiento participativo Kickstarter para crear plantas genéticamente modificadas que brillaban en la oscuridad. A raíz de la polémica que se generó a partir de él sobre los usos apropiados de las biotecnologías, Kickstarter decidió prohibir las campañas que prometieran organismos genéticamente modificados como recompensa.